# Михаило-Архангельский монастырь (Малоирменка)
Михаило-Архангельский монастырь — женский монастырь Карасукской епархии Русской православной церкви, расположенный в селе Малоирменка Ордынского района Новосибирской области.

## История
История монастыря началась с восстановления разрушенного храма в селе Малоирменка. В 1996 году в это село из Владимира и Суздаля приехали три монахини. Ими была установлена палатка на месте разрушенного храма и совершено первое богослужение на Пасху 1996 года. Все жители деревни были в храме-палатке.
Вскоре был обнаружен под асфальтом старый церковный фундамент, началось восстановление храма. Образовалась группа строителей из молодых людей-послушников. К празднику Святой Троицы их было уже 15 человек, а поначалу лишь трое (в том числе — иеромонах Артемий (Снигур), игумен Серафим, монахиня Мария). Через три с половиной месяца были установлены кресты на храме. Во время строительства богослужение не прерывалось, служили в палатке, затем после возведения стен, палатка была разобрана, служба продолжалась уже в храме.
17 июля 1997 года решением Священного Синода благословил открыть Михаило-Архангельский мужской монастырь в селе Малоирменка, наместником которого был утверждён иеромонах Артемий (Снигур).
Следующий этап — восстановление в соседнем селе Козиха. Туда стали стекаться уже сёстры. Когда их число достигло 12 человек, то стала идти речь о создании женского монастыря. По окончании основных работ по строительству храма в Козихе, сёстры, по благословению епископа Сергия, были переведены в Малоирменку. И в 1998 году Указом Священного Синода был утверждён там епархиальный женский монастырь во имя Архистратига Божия Михаила и настоятельница обители — монахиня Мария (Серопян). Численность сестёр стала быстро возрастать, остро встал вопрос жилья, поскольку, кроме храма и двух деревянных домиков, строений не было. В строительстве женского монастыря огромную помощь оказал Козихинский мужской монастырь.
В настоящее время в женском монастыре проживает 48 насельниц, из них 10 монахинь, 12 инокинь, 15 послушниц. Кроме участия в ежедневных богослужениях, сёстры занимаются сельским хозяйством — это труд на огороде, в поле, в коровнике. Монастырская ферма насчитывает 30 голов крупного рогатого скота, 3 лошади, 10 овец, 100 куриц.
Трудятся сёстры и в монастырских мастерских: пошивочной, скорняжной, иконописной; занимаются разнообразным рукоделием, полностью обеспечивают сельскими продуктами монастырь и подворье в городе Новосибирске, которое расположено при храме святого мученика Евгения на Заельцовском кладбище.